# 渥太華輕鐵1號線

1號線（聯邦線）標識

渥太華輕鐵1號線（英語：O-Train Line 1），又稱為聯邦線（英語：Confederation Line）是加拿大安大略省渥太華一條輕鐵路線，隸屬渥太華卡爾頓交通局旗下的渥太華輕鐵系統，全長約12.5公里，由西至東連接特尼牧場站（Tunney's Pasture）和布萊爾站（Blair），大部分路段從固有的渥太華巴士快速交通系統改建而成，而渥太華市中心路段則會取道女王街地下的新建輕鐵專用隧道。項目前期工程於2013年初展開，大部分工程於2017年夏季（即加拿大聯邦成立150周年）完成，並在2019年9月14日通車，標識色是红色。
路線名稱紀念加拿大聯邦化。

## 歷史
渥太華原有的有軌電車系統於1959年停駛後，市内的公共交通系統便純粹使用巴士提供服務。為了改善市内巴士服務，渥太華卡爾頓交通局於1980年代初著手規劃一個巴士快速交通系統（BRT），在市中心以西和以東一帶修築專供巴士行駛的道路，而市中心路段則分別取道單程西行的艾伯特街（Albert Street）和單程東行的斯雷特街（Slater Street），與其他汽車共用路面並受交通燈管制。隨著BRT系統通車後乘客量陸續上升，市中心艾伯特街與斯雷特街路段亦成為系統的瓶頸。另一方面，渥太華輕鐵的首條路線（現稱延齡草線）則於2001年通車，但該輕鐵線的走線位於市中心以西，無助舒緩BRT的瓶頸路段。
經過多年討論後，渥太華市議會於2006年7月通過將延齡草線往兩端伸延，向南伸展至南河邊區（Riverside South）和巴希雲區（Barrhaven），向東北則經渥太華市中心伸展至渥太華大學校園，項目造價約為7億8千萬加元。然而，項目走線和造價皆極具爭議，並成為同年末渥太華市長和市議會選舉競選期間的主要議題之一。選後新任市長和新一屆市議會重新審視項目，並於同年12月14日以13票對11票通過取消項目。
縱雖如此，市政府仍意識到改善市中心一帶公共交通承載量的重要性，遂於2008年3月公佈四項公共交通擴建方案，四個方案皆包括在市中心地底修建公共交通隧道。渥太華市議會於2010年1月以19票對4票通過斥資21億元在市内興建一條東西向輕鐵線，當中包括在市中心興建一條3.2公里長的隧道。當局原本計劃沿艾伯特街地底修建隧道，但在此方案下隧道將離地面39-40米深，增添工程造價。為了節省成本，當局建議改為在女王街地底修建隧道，沿此走線隧道只需離地面15-16米深，工程總造價控制在21億元以内，渥太華市議會亦於2011年7月通過此方案。
聯邦政府於2012年7月通過項目環境評估報告，而市政府則於同年12月初宣佈麗都公共交通集團（Rideau Transit Group）投得工程合約，負責項目的設計和建造工序，以及通車後為期30年的營運權。市議會再於同年12月19日一致通過項目上馬，其21億3千萬元造價為渥太華市有史以來最昂貴的基建項目開支：聯邦政府和安省政府各撥款6億元，而餘下款項則由渥太華市政府籌募。
項目前期工程於2013年初展開，而市中心隧道工程則於同年10月動工。
路線在2019年9月14日通車。

## 車站
| 分期                                                        | 編號   | 站名[1]                    | 換乘[2]        | 與 3 共線 | 開通日期      | 站台設計     | 開門方向 | 備注     |
| ----------------------------------------------------------- | ------ | -------------------------- | -------------- | --------- | ------------- | ------------ | -------- | -------- |
| 渥太華輕鐵2期                                               | 待公布 | 亞崗昆 Algonquin           | 不適用         |           | 預計2025年    | 待公布       | 待公布   |          |
| 渥太華輕鐵2期                                               | 待公布 | 鳶尾花 Iris                | 不適用         |           | 預計2025年    | 待公布       | 待公布   |          |
| 渥太華輕鐵2期                                               | 待公布 | 林肯田 Lincoln Fields      | 3 3號線        | ●         | 預計2025年    | 待公布       | 待公布   |          |
| 渥太華輕鐵2期                                               | 待公布 | 紐烏節 New Orchard         | 不適用         | ●         | 預計2025年    | 待公布       | 待公布   |          |
| 渥太華輕鐵2期                                               | 待公布 | 捨本 Sherbourne            | 不適用         | ●         | 預計2025年    | 待公布       | 待公布   |          |
| 渥太華輕鐵2期                                               | 待公布 | 克奇瑟比 Kìchì Sìbì        | 不適用         | ●         | 預計2025年    | 待公布       | 待公布   |          |
| 渥太華輕鐵2期                                               | 待公布 | 韋斯特波諾 Westboro        | 不適用         | ●         | 預計2025年    | 待公布       | 待公布   |          |
| 聯邦線工程                                                  | 3011   | 特尼牧場 Tunney's Pasture  | 不適用         | ●         | 2019年9月14日 | 地面側式站台 | 右側     |          |
| 聯邦線工程                                                  | 3060   | 灣景 Bayview               | 2 2號線        | ●         | 2019年9月14日 | 高架側式站台 | 右側     |          |
| 聯邦線工程                                                  | 3010   | 皮米西 Pimisi              | 不適用         | ●         | 2019年9月14日 | 地面島式站台 | 左側     |          |
| 聯邦線工程                                                  | 3051   | 萊昂 Lyon                  | 不適用         | ●         | 2019年9月14日 | 地下側式站台 | 右側     | [ 註 1 ] |
| 聯邦線工程                                                  | 3052   | 國會 Parliament            | 不適用         | ●         | 2019年9月14日 | 地下側式站台 | 右側     | [ 註 2 ] |
| 聯邦線工程                                                  | 3009   | 麗都 Rideau                | 不適用         | ●         | 2019年9月14日 | 地下側式站台 | 右側     |          |
| 聯邦線工程                                                  | 3021   | 渥太華大學 uOttawa         | 不適用         | ●         | 2019年9月14日 | 地面側式站台 | 右側     | [ 註 3 ] |
| 聯邦線工程                                                  | 3022   | 利斯 Lees                  | 不適用         | ●         | 2019年9月14日 | 地面側式站台 | 右側     |          |
| 聯邦線工程                                                  | 3023   | 赫德曼 Hurdman             | 渥太華快速公交 | ●         | 2019年9月14日 | 高架側式站台 | 右側     |          |
| 聯邦線工程                                                  | 3024   | 特朗布萊 Tremblay          | 渥太華車站     | ●         | 2019年9月14日 | 高架側式站台 | 右側     |          |
| 聯邦線工程                                                  | 3025   | 聖勞倫特 St-Laurent        | 不適用         | ●         | 2019年9月14日 | 地下側式站台 | 右側     |          |
| 聯邦線工程                                                  | 3026   | 西爾維爾 Cyrville          | 不適用         | ●         | 2019年9月14日 | 地面島式站台 | 左側     |          |
| 聯邦線工程                                                  | 3027   | 布萊爾 Blair               | 渥太華快速公交 | ●         | 2019年9月14日 | 地面島式站台 | 左側     |          |
| 渥太華輕鐵2期                                               | 待公布 | 蒙特利爾 Montréal          | 不適用         | ●         | 預計2024年    | 待公布       | 待公布   |          |
| 渥太華輕鐵2期                                               | 待公布 | 貞德 Jeanne D'Arc          | 不適用         | ●         | 預計2024年    | 待公布       | 待公布   |          |
| 渥太華輕鐵2期                                               | 待公布 | 格倫修道院 Convent Glen    | 不適用         | ●         | 預計2024年    | 待公布       | 待公布   |          |
| 渥太華輕鐵2期                                               | 待公布 | 奧爾良商場 Place d'Orléans | 不適用         | ●         | 預計2024年    | 待公布       | 待公布   |          |
| 渥太華輕鐵2期                                               | 待公布 | 翠姆 Trim                  | 不適用         | ●         | 預計2024年    | 待公布       | 待公布   |          |
| 注釋                                                        |        |                            |                |           |               |              |          |          |
| [1]斜體標示的車站，尚未啓用。 [2]斜體標示的換乘，尚未啓用。 |        |                            |                |           |               |              |          |          |

### 車站備注
1. ↑  原計劃中稱市中心西站（Downtown West Station）
2. ↑  原計劃中稱市中心東站（Downtown East Station）
3. ↑  原計劃中稱校園站（Campus Station）

## 外部連結
- （英文）（法文）聯邦線項目官網 （页面存档备份，存于）